# Ryusei
Il Ryusei (竜星戦?, Ryūsei-sen)  è una competizione giapponese di Go per giocatori professionisti, inaugurata nel 1991.

## Storia
Il Ryusei è organizzato dalla Nihon Ki-in col sostegno della Kansai Ki-in ed è un torneo veloce. Si compone di quattro gruppi preliminari con formula vinci-e-prosegui, con il vincitore e il giocatore che ha vinto più partite in ciascun gruppo che partecipano a un torneo a eliminazione diretta. Lo sponsor è Igo Shogi Channel; la borsa del vincitore è di 6.000.000 di Yen (€ 40.000); la vittoria del torneo garantisce anche la promozione a 7-dan.
Nel 1998, Keigo Yamashita ha stabilito il record di 11 vittorie consecutive per qualificarsi al torneo a eliminazione diretta.
Nel 2019, Asami Ueno ha perso la finale contro Ryo Ichiriki; tuttavia la sua partecipazione alla finale è stata la prima volta nella storia del go giapponese che una donna è arrivata alla finale di un torneo aperto a tutti i goisti professionisti senza limiti di età o livello.

## Albo d'oro
| Edizione | Anno | Vincitore        | Secondo classificato |
| -------- | ---- | ---------------- | -------------------- |
| 1        | 1991 | Cho Chikun       | Ishida Yoshio        |
| 2        | 1992 | Otake Hideo      | Cho Chikun           |
| 3        | 1993 | Cho Chikun       | Ryu Shikun           |
| 4        | 1994 | Morita Michihiro | Rin Kaiho            |
| 5        | 1996 | Kobayashi Satoru | Nakaonoda Tomomi     |
| 6        | 1997 | Kobayashi Koichi | Komatsu Hideki       |
| 7        | 1998 | Kato Masao       | Cho Chikun           |
| 8        | 1999 | Yamada Kimio     | Morita Michihiro     |
| 9        | 2000 | Takao Shinji     | Takagi Shoichi       |
| 10       | 2001 | Kato Masao       | Cho U                |
| 11       | 2002 | Kobayashi Koichi | O Meien              |
| 12       | 2003 | Kobayashi Koichi | Hane Naoki           |
| 13       | 2004 | Takao Shinji     | Yamada Kimio         |
| 14       | 2005 | Yuki Satoshi     | Cho U                |
| 15       | 2006 | Cho U            | Yuki Satoshi         |
| 16       | 2007 | Cho U            | Yuki Satoshi         |
| 17       | 2008 | Kono Rin         | Cho U                |
| 18       | 2009 | Yūta Iyama       | Cho U                |
| 19       | 2010 | Yamashita Keigo  | Nakano Hironari      |
| 20       | 2011 | Yūta Iyama       | Yuki Satoshi         |
| 21       | 2012 | Yūta Iyama       | Rin Kanketsu         |
| 22       | 2013 | Yamashita Keigo  | Kono Rin             |
| 23       | 2014 | Kono Rin         | Yu Zhengqi           |
| 24       | 2015 | Yuki Satoshi     | Cho Chikun           |
| 25       | 2016 | Ryo Ichiriki     | Yūta Iyama           |
| 26       | 2017 | Toramaru Shibano | Yu Zhengqi           |
| 27       | 2018 | Ryo Ichiriki     | Motoki Katsuya       |
| 28       | 2019 | Ryo Ichiriki     | Asami Ueno           |
| 29       | 2020 | Ryo Ichiriki     | Yūta Iyama           |
| 30       | 2021 | Shibano Toramaru | Kagen Kyo            |
| 31       | 2022 | Yūta Iyama       | Satoshi Yuki         |
| 32       | 2023 | Yūta Iyama       | Shibano Toramaru     |
| 33       | 2024 | Fukuoka Kotaro   | Yūta Iyama           |
| 34       | 2025 | in corso         | in corso             |